# Anjos de Resgate
Anjos de Resgate é uma banda brasileira de música católica contemporânea formada em 2000. Atualmente formada por Marcelo Duarte, e pelos irmãos Diego, Demian Tiguez. A banda já gravou 9 CDs e 3 DVDs e vendeu mais de 1 milhão de cópias, conquistando 5 discos de ouro, 3 Troféus Louvemos o Senhor, 2 discos de platina, 1 disco de platina duplo e o primeiro DVD de ouro da história da música católica.

## História
A banda nasceu com o lançamento do álbum Deus Está no Ar, que se originou do desejo de Dalvimar Gallo ajudar a obra "Anjos de Resgate", bem como entrar no segmento de música católica, uma vez que havia saído da banda Dallas Country, para concretizar o álbum, Dalvimar chamou o amigo Marcos Pavan para colaborar nas gravações.
Sua formação inicial foi idealizada por Dalvimar e contava com Alexandre Guidini (bateria), Dalvimar Gallo (guitarra), Eraldo Mattos (baixo) e Marcelo Duarte (teclados).
Entre seus sucessos, estão as canções "Anjos de Resgate", regravada pelo padre Marcelo Rossi, e "Amigos pela Fé", com a participação especial do cantor Dunga, membro da comunidade Canção Nova. O álbum atingiu a marca de 125 mil cópias vendidas, conquistando o disco de platina em 2005.
Em 2002, o grupo, lançou o álbum Luz das Nações, que alavancou ainda mais o sucesso da banda, com as canções "Estou Aqui", "Mais que Amigos", "Tua Família" e "Tenha Sede de Deus". O disco ultrapassou a marca de 50 mil cópias vendidas, sendo premiado com o disco de ouro. Este disco também foi lançado em playback.
O terceiro álbum da banda, Um Só Coração, veio em 2003 e emplacou os sucessos "Majestosa Eucaristia", "O Céu Está Rezando por Ti" e "Maria e o Anjo", que teve participação especial de Celina Borges. O disco repetiu o sucesso de vendas do anterior, chegando ao disco de ouro.
Em 2004, a banda lança seu primeiro DVD, Mais Que Amigos ao Vivo, relembrando grandes sucessos da banda, com as participações especiais de Dunga, Marcos Pavan, Dayana Cardoso e Adriana. Este foi o último trabalho do grupo com o baterista Xandão, substituído por Maikon Máximo.
Em 2006, é lançado o álbum Seja Luz, já com uma marca histórica de 50.000 cópias vendidas. Destacam-se as músicas "Por Amor', "Seja Luz", "Pão dos Anjos", entre outras.
Em 2007 se apresentaram em São Paulo no estádio do Pacaembu com transmissão para aproximadamente 300 mil pessoas durante o encontro da juventude com o Papa Bento XVI.
2008 foi um ano de transformações, após uma reestruturação da gravadora CODIMUC, da qual o Anjos de Resgate faz parte desde o início. Devido a uma série de ausências nos shows por problemas de saúde, Dalvimar Gallo deixou a banda e seguiu carreira solo. Entre os novos integrantes, estão Francis Botene (teclados) e Demian Tiguez (guitarra).
Em 2009, já com a nova formação, a banda lança seu segundo DVD, intitulado Anjos de Resgate ao Vivo em Brasília. Para uma melhor distribuição e divulgação, o DVD teve uma parceria entre a CODIMUC e a Canção Nova.
Em 2010, a banda iniciou uma turnê comemorativa aos 10 anos de carreira, onde apresenta no repertório dos shows, os grandes sucessos que emplacaram a banda nesses 10 anos.
Em 2011, lançaram o álbum comemorativo Anjos de Resgate - 10 Anos, com uma seleção de seus maiores sucessos, pela gravadora Som Livre
Em 2012, a banda lança o álbum Marcados pelo Amor, com 12 faixas inéditas e que consolida a nova dinâmica musical, já aprovada pelo público nos shows pelo Brasil. O álbum conta ainda com participação especial do grupo Cantores de Deus.
Em 2013 se apresentaram na Missa de Abertura JMJ Rio 2013.
Em 2014, Francis Botene (tecladista), recebe uma proposta tão sonhada de estudo nos EUA, então deixa a banda. A partir daí começava a busca por um novo tecladista para a banda. Foi quando Diego Tiguez (Irmão do Demian) gravou um áudio cantando "TUA FAMÍLIA", os integrantes da banda gostaram, então ele foi convidado para cantar essa musica no show de despedida de Francis. Depois disso foram feitos testes, e ele se tornou o vocalista da banda e Marcelo voltou à sua posição original de tecladista.
Em 2015, a banda comemorou os 15 anos com a turnê Anjos 15 anos e lançou o CD Inspiração, com faixas que já são sucesso em todo o país. Neste mesmo ano, em novembro, gravaram o DVD Graça, Redenção e Paz ao Vivo, em Varzea Paulista, no espaço Arca da Aliança, onde cantaram as músicas do novo disco e os maiores sucessos dos 15 anos de carreira. O lançamento do DVD foi no dia 20 de julho de 2016, quando a banda completou 16 anos.
No dia 2 de março de 2018, Maikon Máximo publicou nota oficial em seu perfil do Facebook informando que estava, não por vontade própria, saindo da banda Anjos de Resgate. O desligamento ocorreu devido a fatores internos da banda e foi decidido em reunião presencial  
Para saber mais sobre os Anjos de Resgate, acesse: http://www.codimuc.com.br/agencia/artistas/anjos_de_resgate/anjos.pdf

## Integrantes[5]

### Formação atual
- Marcelo Duarte: teclados, violão, guitarra e vocal
- Demian Tiguez: guitarra, violão e vocal
- Diego Tiguez: vocal e violão

### Ex-integrantes
- Dalvimar Gallo: voz, guitarra e violão

- Xandão: bateria e percussão
- Francis Botene: teclados, violão, sax, gaita e vocal
- Maikon Máximo: bateria, percussão e vocal

## Discografia

### Álbuns de estúdio
- (2000) Deus Está no Ar
- (2002) Luz das Nações
- (2003) Um Só Coração
- (2006) Seja Luz
- (2011) Anjos de Resgate - 10 Anos
- (2012) Marcados pelo Amor
- (2015) Inspiração

### DVDs ao vivo
- (2004) Mais Que Amigos ao Vivo
- (2009) Anjos de Resgate ao Vivo em Brasília
- (2017) Graça, Redenção e Paz ao Vivo